# 楊義清
楊義清（1972年10月22日—），臺灣臺東縣閩南人，中華民國物理學家，現任教於國立臺東大學應用科學系，主要研究領域為理論物理學，研究生物物理學、廣義相對論、黑洞，主持國立臺東大學地球系統科學實驗室，並積極推廣天文教育。

## 生平
1991年畢業於臺灣省立臺南第一高級中學，在學期間曾參加第30屆全國中小學科展並以「判斷雙星的方法」獲得地球科學組第三名
1996年畢業於國立成功大學物理系學士班，1999年取得國立成功大學物理碩士，2001年獲得國立成功大學物理博士。
畢業後進入國立臺東師範學院(今改制為國立臺東大學)自然科學教育學系任教，2008年自然科學教育學系更名為應用科學系。歷任助理教授(2001.8~2005.1)、副教授(2005.2~2014.1)及教授(2014.2~迄今)。
目前擔任國立臺東大學東南亞產學發展研究中心主任(2018.8~迄今)、臺東縣天文協會理事長。
曾任國立臺東大學研發長(2016.2~2018.1)、中華民國重力學會理事，亦曾為國家理論科學研究中心物理組訪問學者、國立中央大學客座教授、國家考試典試委員及命題委員。

## 研究
碩士期間主要研究重力場的能量問題  ，博士期間主要研究DNA的熱變性  。
後投入天文史研究，涉及古代火流星紀錄  及「南斗」一詞  的探討。
亦對民間信仰有所涉略  